# 訃報 1992年11月
訃報 1992年11月（ふほう 1992ねん11がつ）では、1992年（平成4年）11月中に物故した、又は物故が報じられた人物についてまとめる。

## （1日 - 15日）

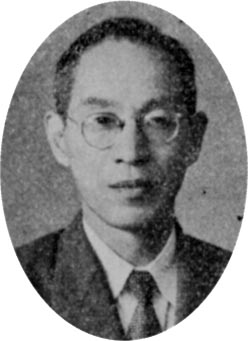
赤堀四郎 / 11月3日没

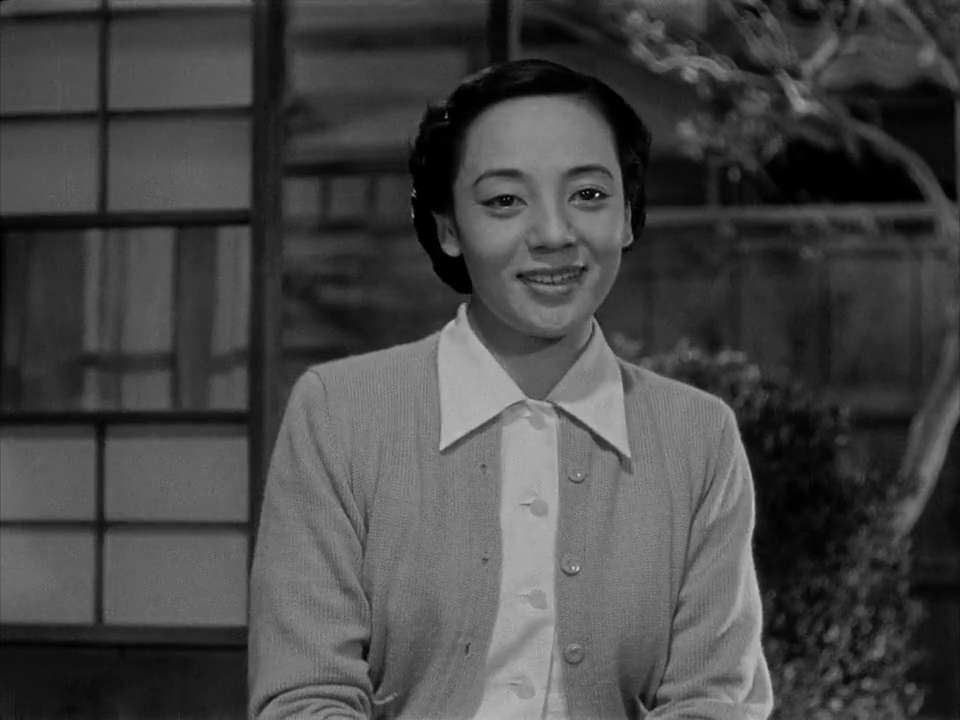
三宅邦子 / 11月4日没

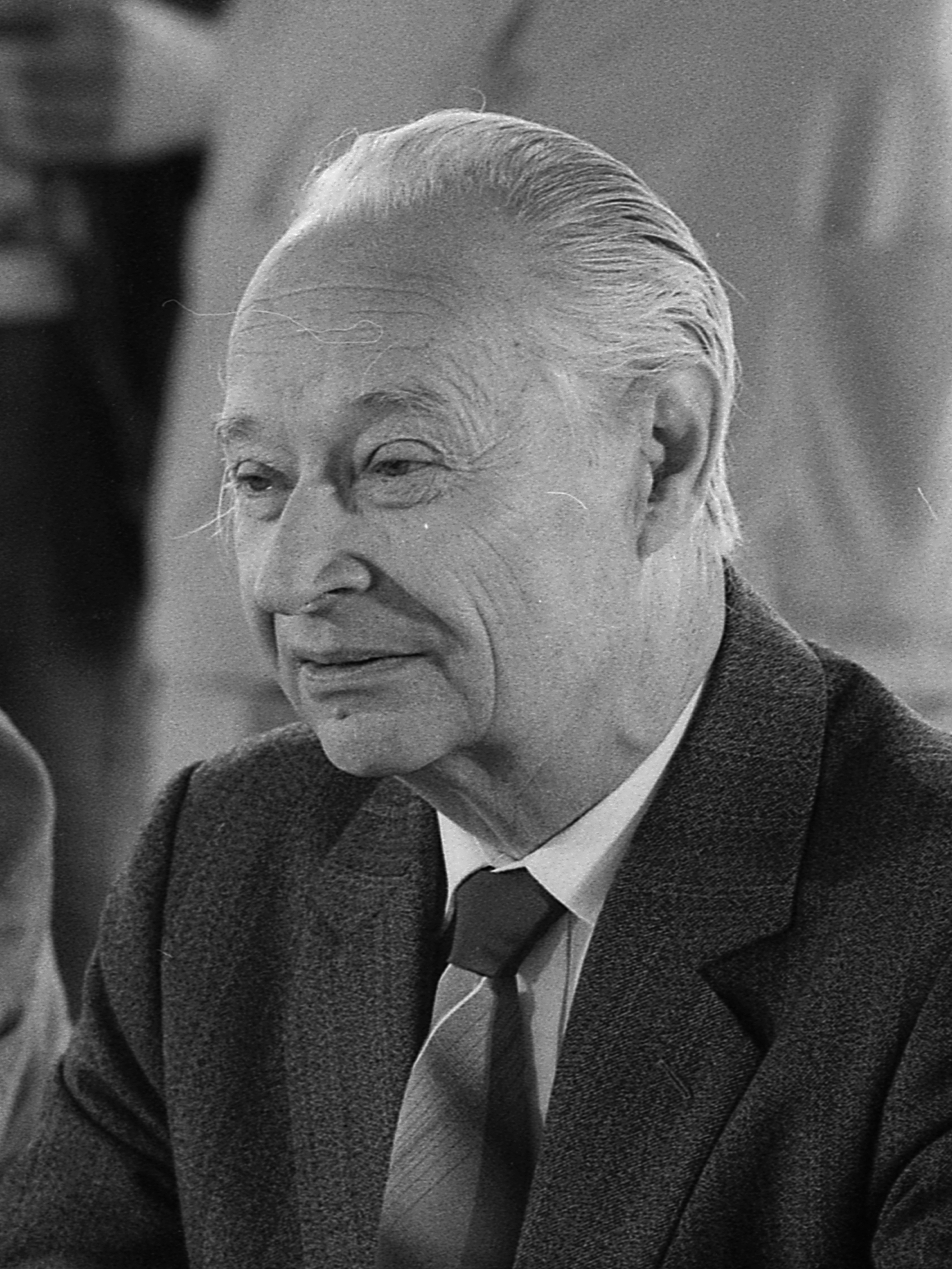
アレクサンデル・ドゥプチェク / 11月7日没

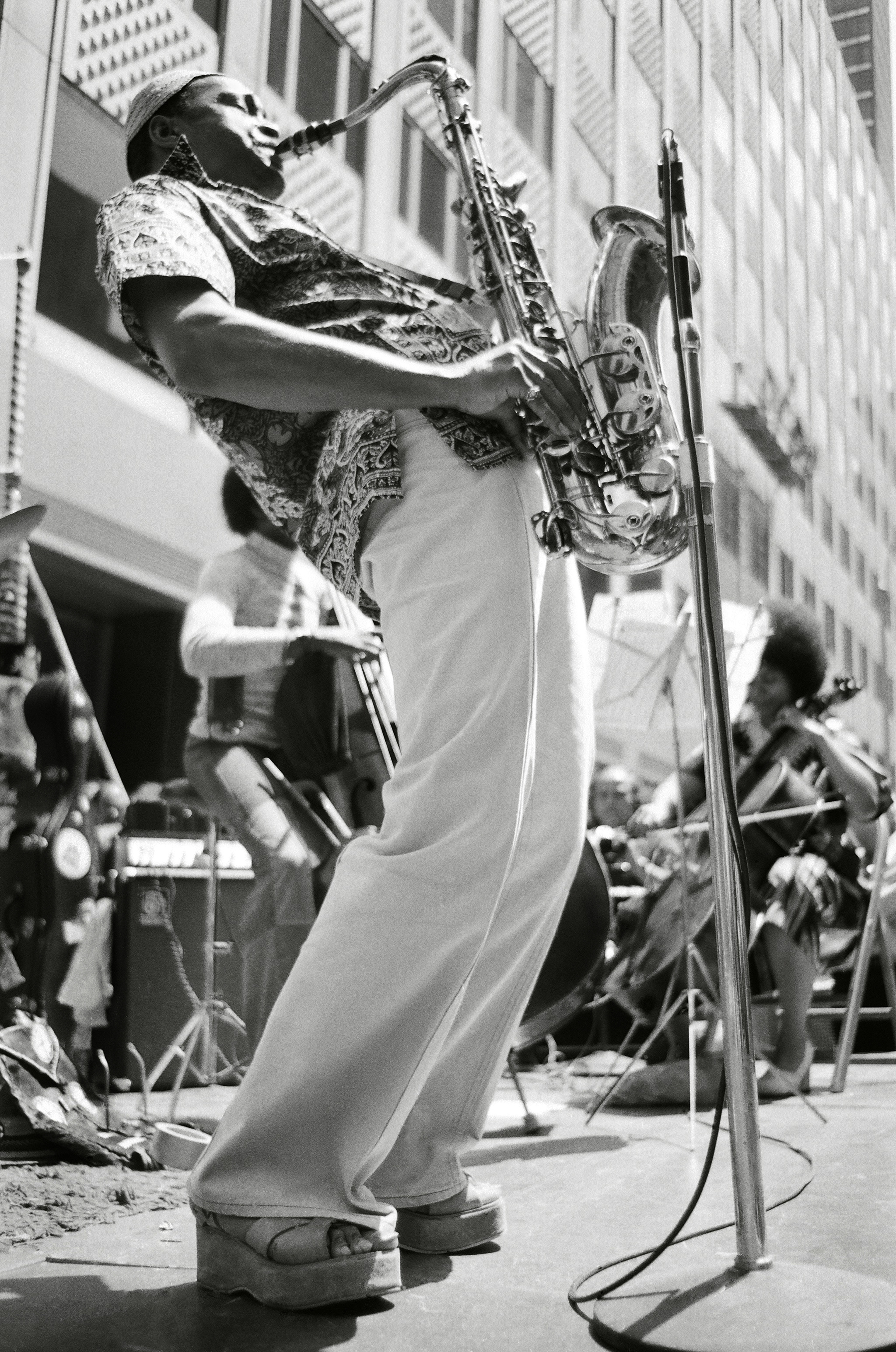
ジョージ・アダムズ / 11月14日没

- 11月3日 - 赤堀四郎、生化学者（* 1900年）
- 11月4日 - 三宅邦子、女優（* 1916年）
- 11月7日 - アレクサンデル・ドゥプチェク、プラハの春の主導者として知られる元チェコスロヴァキア共産党第一書記（* 1921年）
- 11月14日 - ジョージ・アダムズ、ミュージシャン（* 1940年）

## （16日 - 30日）

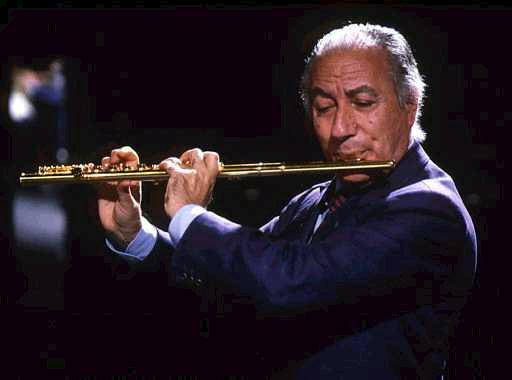
セヴェリーノ・ガッゼローニ / 11月21日没

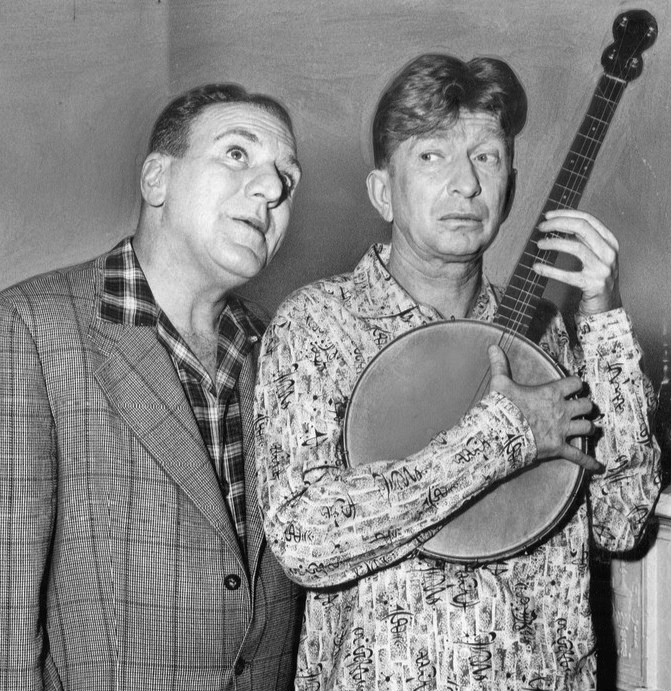
スターリング・ホロウェイ（右） / 11月22日没

進藤一馬 / 11月28日没

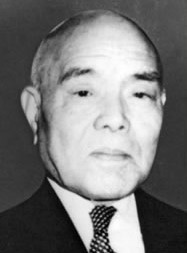
剱木亨弘 / 11月29日没

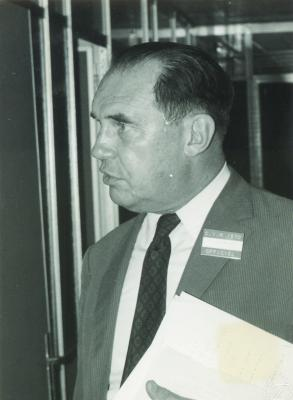
ジャン・デュドネ / 11月29日没

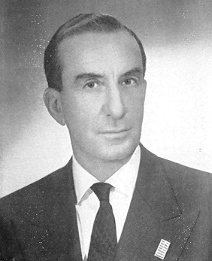
エミリオ・プッチ / 11月29日没

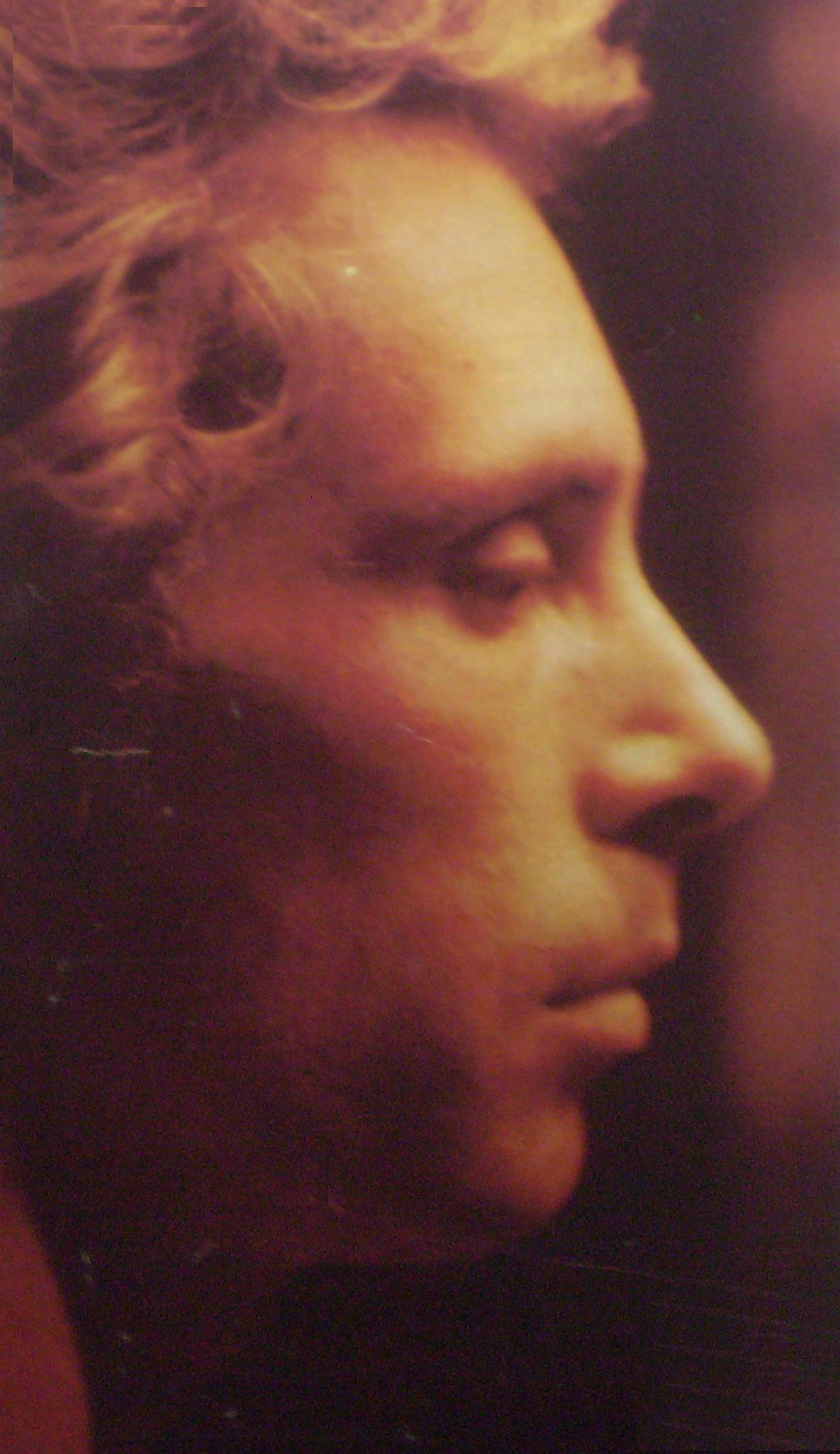
ジョルジュ・ドン / 11月30日没

- 11月19日 - 関沢新一、脚本家（* 1920年）
- 11月21日 - 森信三、哲学者（* 1896年）
- 11月21日 - セヴェリーノ・ガッゼローニ、フルート奏者（* 1919年）
- 11月22日 - スターリング・ホロウェイ、俳優（* 1905年）
- 11月28日 - 進藤一馬、元福岡市長（* 1904年）
- 11月29日 - 剱木亨弘、政治家、文部官僚、元文部大臣（* 1901年）
- 11月29日 - ジャン・デュドネ、数学者（* 1906年）
- 11月29日 - エミリオ・プッチ、ファッションデザイナー（* 1914年）
- 11月30日 - ジョルジュ・ドン、バレエダンサー（* 1947年）